# Ryu Jun-yeol
Ryu Jun-yeol (* 25. September 1986 in Suwon, Südkorea) ist ein südkoreanischer Schauspieler. 
Er tritt seit 2014 als Schauspieler in Film und Fernsehen in Erscheinung. Sein Schaffen umfasst die Mitwirkung an mehr als einem Dutzend Produktionen. In der Fernsehsendung Reply 1988 (2015) spielt er den Kim Jung-hwan.

## Filmografie (Auswahl)

### Film
- 2015: Socialphobia
- 2016: SORI: Voice from the Heart
- 2016: One Way Trip
- 2017: A Taxi Driver
- 2017: Heart Blackened
- 2018: Believer
- 2018: Little Forest
- 2019: The Battle: Roar to Victory

### Fernsehen
- 2015: The Producers
- 2015: Reply 1988
- 2024: The 8 Show